# Proprioseiopsis pubes
Proprioseiopsis pubes är en spindeldjursart som först beskrevs av Tseng 1976.  Proprioseiopsis pubes ingår i släktet Proprioseiopsis och familjen Phytoseiidae. Inga underarter finns listade i Catalogue of Life.